# Сад (Сумская область)
Сад (укр. Сад) — село, административный центр Садовского сельского совета Сумского района Сумской области Украины.
Код КОАТУУ — 5924786801. Население по переписи 2001 года составляло 2348 человек.
Является административным центром Садовского сельского совета, в который, кроме того, входят сёла
Елисеенково,
Любачево,
Москалевщина,
Никонцы,
Шапошниково и
Ясены.

## Географическое положение
Село Сад находится на левом берегу реки Сухоносовка,
выше по течению на расстоянии в 0,5 км расположено село Москалевщина,
ниже по течению на расстоянии в 2,5 км расположено село Косовщина.
На реке большая запруда.
В 2-х км проходит граница города Сумы.
Рядом проходит автомобильная дорога Н-07.

## История
- 1905 год — при Сумской сельскохозяйственной школе была основана сельскохозяйственная опытная станция.
- 1910 год — станцию отделили от училища и перенесли на новое место. Так возникло село Опытное.
- 1977 год — село Опытное переименовано в посёлок Сад.
- В посёлке Сад обнаружен бескурганный могильник черняховской культуры.
- В 2009 году посёлок Сад признан лучшим населённым пунктом Сумской области.
- В 2017 году изменён статус населённого пункта с посёлка на село.

## Экономика
- Молочно-товарная и птице-товарная фермы.
- АО Агрофирма «Сумы-Семена».
- Сумской институт агропромышленного производства УААН.
- Племенное хозяйство Сумской областной сельскохозяйственной исследовательской станции.

## Объекты социальной сферы
- Школа.